# Edu Lobo
Pour les articles homonymes, voir Lobo.
Eduardo de Góes Lobo, connu sous le nom de Edu Lobo est un chanteur, guitariste, arrangeur et compositeur brésilien né à Rio de Janeiro le 29 août 1943. Il atteint la célébrité dans les années 1960, fait partie de la « seconde génération » de la bossa nova et devient une figure majeure de la nouvelle Musique Populaire Brésilienne (MPB).
Edu Lobo a collaboré avec les plus grands noms de la bossa nova et de la musique populaire brésilienne : Vinícius de Moraes, Chico Buarque, Caetano Veloso, Antônio Carlos Jobim, Tamba Trio, Nara Leão, Dorival Caymmi, Maria Bethânia, Milton Nascimento, Zizi Possi et bien d'autres. Il fait partie de la "seconde génération" de la bossa nova et est un des principaux fondateurs de la MPB (Musica Popular Brasileira).
Ses compositions originales ont, par leur sensibilité et leur richesse, obtenu à la fois le succès auprès du grand public et la reconnaissance des critiques. Citons parmi les plus connues Pra Dizer Adeus (avec Torquato Neto), Choro Bandido et Beatriz (avec Chico Buarque), Arrastão (avec Vinícius de Moraes), Upa Neguinho (avec  Gianfrancesco Guarnieri) , Canto triste et Ponteio (avec José Carlos Capinam).

## Biographie
Eduardo Lobo est né à Rio de Janeiro le 29 août 1943. Son père, Fernando Lobo, est compositeur. Il commence à jouer de l'accordéon, mais est rapidement attiré par la guitare.
À 18 ans, en 1961, il forme son premier trio avec Dorival Caymmi et Marcos Valle. En 1962, il met en place une collaboration au long terme avec le renommé poète et parolier Vinícius de Moraes. En 1963, influencé par les maîtres de la bossa nova, parmi lesquels Antônio Carlos Jobim, João Gilberto et Baden Powell, il enregistre son premier disque intitulé simplement "La musique d'Edu Lobo par Edu Lobo".
Il va faire partie de cette "seconde génération" de musiciens de bossa nova, qui arrive alors que le pouvoir passe aux mains des militaires, et dont les textes seront parfois clairement engagés socialement, politiquement, comme dans les compositions "Canção da Terra", "Reza", "Aleluia"... L'insouciance de la bossa nova va laisser peu à peu la place aux préoccupations de la nouvelle Musique Populaire Brésilienne (MPB), ce qui transparaîtra dans la musique comme dans les textes.
La même année, il compose la musique de la pièce d'Oduvaldo Vianna Filho, "Os Azerados Mais Os Benvidos", initiant une suite de nombreuses collaborations pour des spectacles (pièces, ballets, films...).
En 1965, il reçoit le premier prix du 1er Festival de Musique Populaire Brésilienne (Festival de Música Popular Brasileira) pour sa chanson "Arrastão", un succès majeur pour la chanteuse Elis Regina (devant Baden Powell et Vinícius de Moraes). En 1967, il recommence avec "Ponteio". Il est maintenant un artiste renommé.
Dès 1968, il réside à Los Angeles, rencontre Sergio Mendes in 1969, signe un contrat avec A&M Records pour "From the Hot Afternoon", avec le saxophoniste de jazz Paul Desmond. Il réaliser des tournées avec Mendes et "Brasil 66" avant d'enregistrer un disque sous sa direction.
Revenant au Brésil au début des années 1970, Edu Lobo concacre son énergie à composer pour des films avant de revenir aux studios en 1973 pour "Missa Breve". Il passe le milieu des années 1970 à écrire de la musiques pour Globo, la quatrième plus grand réseau mondial de télévision. En 1979, il obtient le prix de la meilleure musique de film pour "Barra Pesada" au Festival du Film de Gramado.
Edu Lobo inaugure les années 1980 par une activité sans relâche : disques, musique de films et ballets, pièces musicales,
collaboration avec Antonio Carlos Jobim ("Edu et Tom"). Début 1983, il participe à la création du spectacle "O Grande Circo Místico", mélange de musique, de ballet, d'opéra, de cirque, de théâtre et de poésie. Celui-ci est un grand succès qui conduit à une tournée de deux ans à travers le pays (plus de 200 000 personnes, près de 200 représentations), et remplira même le gymnase Maracanãzinho de Rio de Janeiro et la salle du Coliseu dos Recreios de Lisbonne.n
Il participe également à des initiatives humanitaires, comme la version brésilienne de We are the world pour lever des fonds pour l'aide à l'Afrique, puis le disque Nordeste já (1985), pour aider la population du Nordeste à surmonter les difficultés dues à la sécheresse (disque critiqué musicalement pour la piètre qualité chorale).
Dans les années 1990, il revient aux enregistrements en studio. Aux Sharp Awards de 1995, il reçoit le prix du meilleur disque de musique populaire brésilienne pour son album "Meia-noite", puis avec Chico Buarque, reçoit en 2002 le Grammy Latino de meilleur album de MPB pour le disque "Cambaio".

## Discographie

### Edu Lobo
- Edu Lobo em Bossa Nova - Edu Lobo (Copacabana, 1963)
- A musica de Edu Lobo Por Edu Lobo - Edu Lobo (Elenco, 1965)
- Edu - Edu Lobo (Philips, 1967)
- Edu canta Zumbi - Edu Lobo (Elenco, 1968)
- Cantiga de longe - Edu Lobo (Elenco/Polygram, 1970)
- Limite das aguas - Edu Lobo (Continental, 1976)
- Camaleão - Edu Lobo (Philips, 1978)
- Tempo presente - Edu Lobo (Philips/Polygram 1980)
- Jogos de Dança - Edu lobo (1981)
- Dança da Meia Lua - Edu Lobo (Sigla, 1985)
- Corrupião - Edu Lobo (Velas, 1993)
- Vento Bravo (DVD) - Edu Lobo (Biscoito Fino, 2003)
- Tantas Marés - Edu lobo (Biscoito Fino, 2010)

### Collaboration avec d'autres artistes
- 5 Na Bossa - Edu Lobo, Nara Leão et Tamba Trio (Philips, 1965)
- Edu & Bethânia - Edu Lobo et Maria Bethânia (Elenco, 1966)
- Folklore e Bossa Nova do Brasil - Edu Lobo / Sylvia Telles / Salvador Trio (MPS, 1966)
- Reencontro - Edu Lobo / Sylvia Telles / Tamba Trio / Quinteto Villa-Lobos (Elenco, 1966)
- From the Hot Afternoon - Edu Lobo avec Paul Desmond (A&M/CTI, 1969)
- Sergio Mendes presents Edu Lobo - Edu Lobo (produit par Sergio Mendes (A&M, 1970)
- Missa Breve - Edu Lobo / Milton Nascimento (EMI/Odeon, 1973)
- Deus lhe pague - Edu Lobo / Vinícius de Moraes... (EMI/Odeon, 1976)
- Edu & Tom - Edu Lobo / Tom Jobim (Philips/Polygram, 1981)
- Meia Noite - Edu Lobo / Dorival Caymmi (Velas, 1995)
- Cambaio - Edu Lobo / Chico Buarque / Gal Costa / Lenine / Zizi Possi (Universal, 2001)
- EDU 70 anos - Ao Vivo ( Bicoito Fino -2014)

### Musique de film, télévision et spectacles
"Valmy et la naissance de la République", téléfilm de Jean Chérasse (2e partie: les massacres de septembre 1792) - chanson du générique (1967)
- O Grande Circo Mistico - Milton Nascimento / Jane Duboc / Gal Costa / Simone / Gilberto Gil / Tim Maia / Zizi Possi / Chico Buarque / Edu Lobo (Som Livre, 1983)
- O Corsário do Rei - Edu Lobo / Chico Buarque / Tom Jobim / Gal Costa / MPB4 / Nana Caymmi / Blitz / Fagner / Zé Renato / Claudio Nucci / Ivan Lins / Lucinha Lins / Marco N (Som Livre, 1985)
- Rá-Tim-Bum - Edu Lobo, Caetano Veloso, Jane Duboc, Boca Livre, Joyce, Maíra, Quarteto Quatro por Quatro, Ze Renato, Rosa Maria (Eldorado, 1989)
- Album de Teatro - Edu Lobo / Chico Buarque (BMG, 1997)

### Hommage à Edu Lobo par d'autres artistes
- Songbook Edu Lobo - Gal Costa, Tim Maia, Milton Nascimento, Tom Jobim, Caetano Veloso, João Bosco, Egberto Gismonti, Leny Andrade, Hermeto Pascoal... (Lumiar Discos, 1995)